# Cantonul Saint-Gildas-des-Bois
Cantonul Saint-Gildas-des-Bois este un canton din arondismentul Saint-Nazaire, departamentul Loire-Atlantique, regiunea Pays de la Loire, Franța.

## Comune
- Drefféac
- Guenrouet
- Missillac
- Saint-Gildas-des-Bois (reședință)
- Sévérac